# CAPPI
El Indicador de Plan de Posición de Constante Altitud, más conocido como CAPPI, es un display de radar que da la sección eficaz horizontal de datos a altitud constante. Fue desarrollado por canadienes de la Universidad McGill en Montreal por el Grupo Meteo de Tormentas para resolver algunas cuestiones con el Plan Position Indicator (PPI):
- Cambios de altitud con la distancia al radar
- Problemas de ecos de tierra cerca del equipo de radar

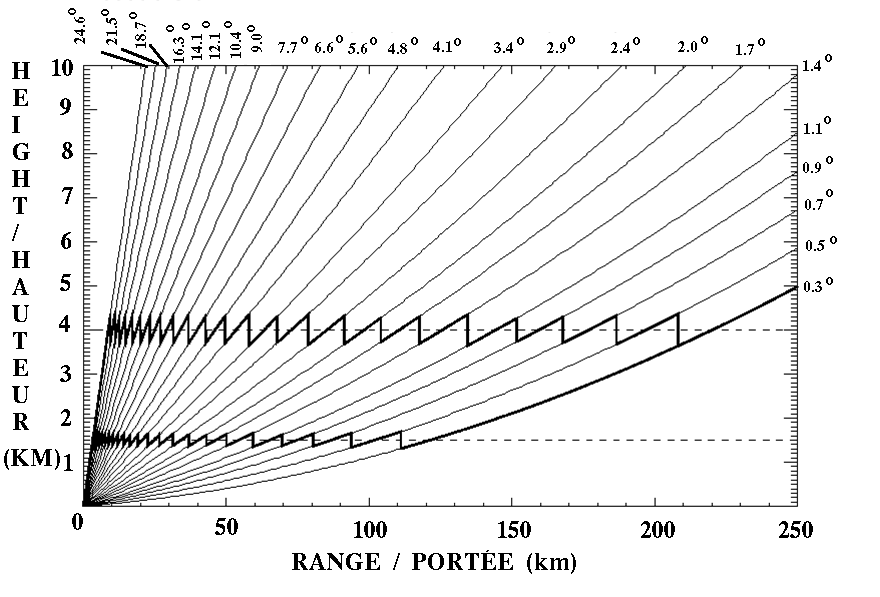
Ángulos disponibles en un radar meteo

El "Indicador de Posiciones de Constantes Altitudes, CAPPI" se compone de datos de cada ángulo que da la altura requerida para la sección eficaz (líneas gruesas en zig-zag en el diagrama de la izq.). En 1954, la Universidad McGill se tuvo un nuevo radar (CPS-9) con mejor resolución, y usando el programa FASE (acrónimo para "acimut rápido en elevaciones bajas" Fast Azimuth Slow Elevation) que desarrolla multiángulos de sonidos en la atmósfera.
En 1957, Langleben y Gaherty desarrollan un esquema con FASEm cuidando solo los datos de una cierta altitud de cada ángulo y escaneando sobre 360°. Si se mira el diagrama, cada ángulo de elevación o PPI tiene datos de altura X a una cierta distancia del radar. Usando los datos a una distancia correcta, se forma un anillo anular de datos a la altura X; y se los junta a todos los anillos que vienen de diferentes ángulos dados por el CAPPI.
En un principio, los datos escaneados colectados eran mostrados directamente en la pantalla catódica, y un equipo de revelado de imágenes, capturaba cada anillo a medida que se completaba. Luego todas esas fotografías de anillos se ensamblaban. E 1958, East desarrolla un ensamblador a tiempo real, en vez de uno a retardo. Hacia mediados de los 70, las computadoras hacen posible entrar los datos electrónicamente y hacer los CAPPI más fáciles.
Hoy, el radar meteorológico colecta en tiempo real, los datos de un gran número de ángulos. Países como Canadá, Reino Unido, Australia, escanean grandes cantidades de ángulos de sus radares para tener vistas verticales continuas (tomándolas en cuenta con el ancho de haz de radar) y produciendo los CAPPI. Francia, EE. UU., usan menos los ánguloes y prefieren los PPI o compuestos de máxima reflectividades arriba de un punto.
Debajo hay un ejemplo de un CAPPI a 1,5 km de altitud. Puede recordarse, mirando el diagrama de ángulos, que dependiendo de la altura de los CAPPI, hay una distancia donde no hay datos disponibles. Esa porción por debajo de esa distancia del CAPPI se muestra luego con los datos del más bajo PPI. A más altura del CAPPI por encima del terreno, será más baja la zona PPI.

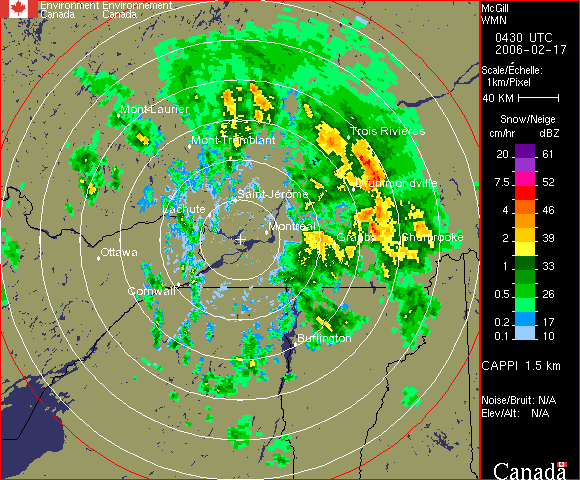
Reflectividad CAPPI a 1,5 km de altitud, radar de Montreal (fuente Ambiente Canadá)